# Víctor Raúl Haya de la Torre
Pour les articles homonymes, voir Haya et La Torre.
Víctor Raúl Haya de la Torre (Trujillo, 22 février 1895 - Lima, 2 août 1979) est un homme politique péruvien, fondateur de l’Alliance populaire révolutionnaire américaine.

## Biographie
Il est né dans une famille bourgeoise du nord du pays. En 1913, il s’inscrit à l’Université de Trujillo pour étudier la littérature, il fait la connaissance du poète péruvien César Vallejo et noue une solide amitié avec lui. Puis il rejoint l’université nationale principale de San Marcos à Lima. Il participe aux mouvements étudiants où il se fait remarquer par sa vitalité et son charisme.
En 1919, il est élu président de la Fédération des étudiants péruviens. Il contribue beaucoup à l’application à San Marcos des idées du mouvement réformiste universitaire argentin (La Reforma), signant un accord en 1920 avec la Fédération universitaire argentine. Des réformes administratives sont ainsi réalisées en 1919 notamment par la création de structures para-universitaires au moyen desquelles les étudiants espéraient toucher les travailleurs. À cette fin, Haya de la Torre fonde les Universidades Populares Gonzalez Prada qui proposent des cours du soir pour les travailleurs. Selon des historiens tels Steve Stein (spécialiste américain de l’histoire latino-américaine contemporaine), elles furent le terreau du Parti Apriste Péruvien. Il entreprend des actions hostiles contre le gouvernement du président Augusto B. Leguía y Salcedo en 1923 ce qui lui vaut d’être contraint de s’exiler à Mexico.
Le 7 mai 1924, Haya de la Torre y fonde l’Alliance populaire révolutionnaire américaine, organe d’un mouvement pan-latino-américain qui sera dénommé l’Aprisme. Le « Partido Aprista Peruano » (PAP), émanation péruvienne de ce mouvement, est fondé le 20 septembre 1930.
Haya de la Torre retourne au Pérou en 1931 pour se porter candidat à la présidence. Il est emprisonné pendant 15 mois et son parti est interdit jusqu’en 1934 puis de 1935 à 1945. En 1945, José Luis Bustamante y Rivero devient président avec le soutien de l’Alliance populaire révolutionnaire américaine. Mais en 1948, des dissidents du parti se révoltent à Callao et l’Alliance populaire révolutionnaire américaine est de nouveau interdit.
En novembre, Manuel A. Odría s’empare du pouvoir et Haya de la Torre est contraint de se réfugier à l’ambassade de Colombie à Lima le 3 janvier 1949. Il est en mesure de revenir au Pérou en 1954 et son parti est de nouveau autorisé en 1956.
Cependant, il vit principalement à l’étranger jusqu’en 1962, où il se présente de nouveau à l’élection présidentielle. Les officiers supérieurs des forces armées péruviennes le haïssent et sont déterminés à l’empêcher de gagner la présidence. Lors d'une rencontre avec l’ambassadeur américain James Loeb, ils lui annoncent qu'ils n'obéiront pas à un gouvernement issu de l'Apra. 
Haya de la Torre arrive en tête au premier tour avec 32,98 % des voix mais ne précède ses deux adversaires, Fernando Belaúnde Terry et Manuel A. Odría, que de très peu. D'après la Constitution, si aucun candidat n'atteint 36 % des voix, c'est au Congrès qu'il revient de trancher entre eux. Fort de sa première place électorale et des alliances nouées avec d'autres forces politiques, de la Torre prend le dessus. « On y est arrivé, on est au Palais », s’exclame-t-il, enthousiaste, auprès de ses partisans le 18 juillet. Le soir même, l'armée s'empare du pouvoir, dissout le Parlement, fait arrêter les membres du Tribunal électoral pour les juger, suspend la Constitution et le processus électoral tout en promettant d'en réorganiser un prochainement. Le commandant en chef Ricardo Pérez Godoy devient chef de l’État et le général Nicolas Lindley premier ministre.
De nouvelles élections en 1963, offrent une nouvelle chance à Haya de la Torre mais celui-ci est battu par Belaúnde. Dans l’opposition, l’Alliance populaire révolutionnaire américaine parvient à gêner Belaúnde mais, en 1968, un nouveau coup d’État militaire introduit une nouvelle donne politique. L’échec final de l’expérience révolutionnaire militaire des années 1970 nécessite une refonte du système politique. Haya de la Torre est élu président de l’Assemblée constituante de 1978 qui promulgue la Constitution de 1979. Le 12 juillet, il signe cette nouvelle Constitution sur son lit de mort.

## Idéologie
Haya de la Torre prônait des solutions latino-américaines (ou pour employer sa propre terminologie indo-américaines) aux problèmes latino-américains. Il appelait au rejet de l'impérialisme américain comme du communisme soviétique
Il est en faveur des valeurs démocratiques universelles, de l’égalité des droits pour les populations indigènes et d’une politique économique socialiste (réforme agraire, fondée sur la collectivisation des terres, contrôle étatique de l’industrie).
Haya de la Torre souhaite le renversement de l’oligarchie de propriétaires terriens qui a dirigé le Pérou depuis l’époque coloniale pour la remplacer par une élite socialiste idéale. Cependant, pour que le parti soit légalisé, il fait de manière opportuniste dériver son alignement vers la droite, et dès les années 1950, il abandonne la plupart des idéaux du progressisme socialiste.
De plus, la mainmise de Haya de la Torre sur le mouvement qu’il a créé engendre des comportements sectaires et autocratiques et la défection de quelques-uns des jeunes dirigeants les plus talentueux de l’Alliance populaire révolutionnaire américaine qui se tournent vers la gauche marxiste.

## Citation
- « ¡Ni con Washington ni con Moscú! » (« Ni avec Washington, ni avec Moscou ! »)